# Università di Londra Est
L'Università di Londra Est (in inglese University of East London, UEL) è un'università pubblica situata nel London Borough of Newham, Londra, in Inghilterra, distribuita su tre differenti campus; due nel quartiere di Stratford e uno nei Docklands. Il campus più recente, lo University Square Stratford è stato aperto nel settembre 2013 in un moderno edificio costruito appositamente per lo scopo. Le origini dell'università risalgono al 1892 quando fu istituito l'Istituto Tecninco West Ham (West Ham Technical Institute). Ha ottenuto lo status universitario nel 1992.
Nel febbraio 2019, aveva più di 17.000 studenti provenienti da 135 differenti paesi.

## Storia
Le origini dell'UEL risalgono al 1892, quando il nuovo distretto della contea del West Ham decise di fondare un istituto tecnico che potesse essere fruibile dalla comunità locale. L'Istituto doveva essere, nelle parole di John Passmore Edwards che parlava alla cerimonia di apertura dell'edificio, una "università popolare". Il college, nel tempo, ha tenuto corsi di scienze, ingegneria e arte e ha anche istituito i propri corsi di laurea interni in scienze e ingegneria, ratificati dall'Università di Londra. Inoltre, aveva un reparto femminile.
Man mano che la domanda di istruzione tecnica cresceva negli anni '30 e '40, il Consiglio di contea dell'Essex creò altri due college a Walthamstow e Dagenham . Nel 1970 queste tre università (West Ham, Walthamstow, Dagenham) furono unite per creare il Politecnico di Londra nord-orientale (North East London Polytechnic). I campus furono modernizzati e rivitalizzati da edifici come l'edificio Arthur Edwards nel campus di Stratford, completato nel 1982.
Nel 1988 il Politecnico di Londra nord-orientale divenne un istituto di istruzione superiore e nel 1989 fu ribattezzato Politecnico di Londra Est (Polytechnic of East London).
Nel 1992 il Politecninco di Londra Est divenne l'Università di Londra Est, una delle numerose "nuove università". La storia di fusioni tra istituti dell'UEL esemplifica gli sviluppi che hanno avuto luogo nella politica di istruzione superiore e superiore britannica alla fine del XIX e XX secolo. L'Università di Londra Est era costituita dal campus di Barking (chiuso nel 2006) e da quello di Stratford Campus. Nel 1999 è stato aperto il campus delle Docklands, il primo nuovo campus universitario costruito a Londra dopo oltre 50 anni.
Nel 2012 UEL ha aumentato le aliquote di iscrizione a £ 9.000 come consentito dalla legislazione emanata nel 2010, un aumento rispetto al tasso precedente di £ 3.290. L'università è uno dei principali sponsor accademici dell'Hackney University Technical College, aperto nel 2012, uno dei primi college tecnici universitari in Inghilterra.
Nel mese di aprile 2013 l'università è stata concesso lo stemma araldico dal College of Arms .

## Campus

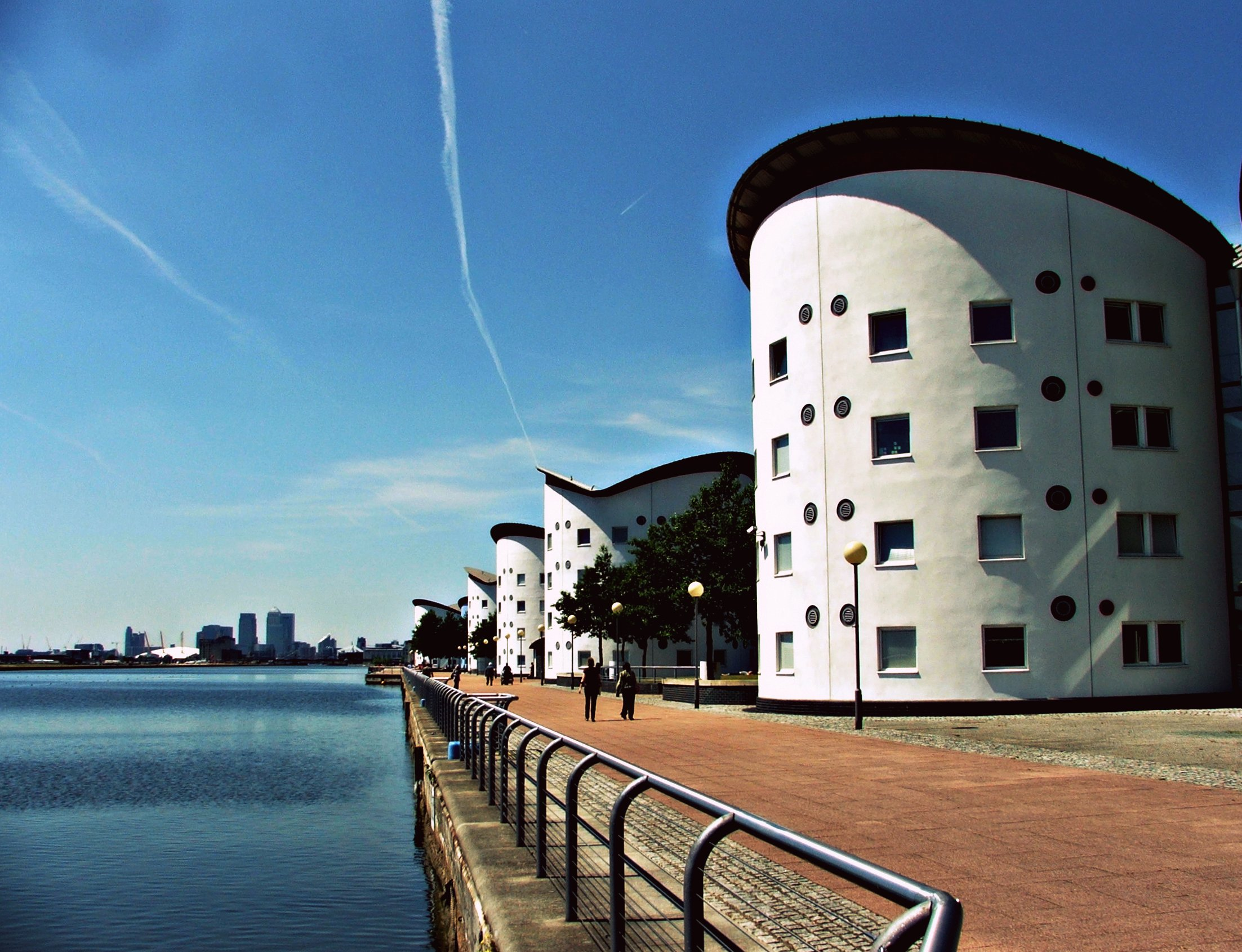
UEL Student Housing Looking Verso Canary Wharf

L'Università di Londra Est è suddivisa su tre differenti campus, a Stratford e Docklands, il più recente dei quali, lo University Square Stratford, è stato inaugurato nel settembre 2013. Precedentemente l'università aveva anche una sede nel quartiere di Barking che è stata chiuso nel 2006.

### Campus di Stratford
Il campus di Stratford sorge vicino al Parco Olimpico 2012 . È incentrato sulla University House, un edificio storico del XIX secolo. Il campus ospita la Scuola Cass di Educazione e Comunità (Cass School of Education and Communities), la Scuola di Salute, Sport e Bioscienza (School of Health Sport and Bioscience) e la Scuola di Psciologia (School of Psychology). Il centro per l'educazione clinica è stato aperto nel gennaio 2008.
Il centro per l'educazione clinica lavora in stretta collaborazione con il National Health Service britannico, il centro è l'unico fornitore di educazione podiatrica a Londra. In occasione della recente pandemia COVID19 fli studenti specializzandi hanno operato a supporto del NHS nella gestione dei pazienti infetti.
Nel 2011 UEL ha nominato Make Architects a capo della progettazione di una nuova biblioteca presso il Campus di Stratford. Il progetto aveva un budget di £ 13   milioni e la biblioteca è stata aperta nel giugno 2013.
Una caratteristica unica della biblioteca è la sua apertura 24 ore su 24, sette giorni su sette, per consentire agli studenti di poter studiare ad ogni ora del giorno e della notte. Al di fuori degli orari di ufficio le operazioni di prestito e restituzione dei libri sono garantiti da sistemi automatizzati.

### Campus delle Docklands

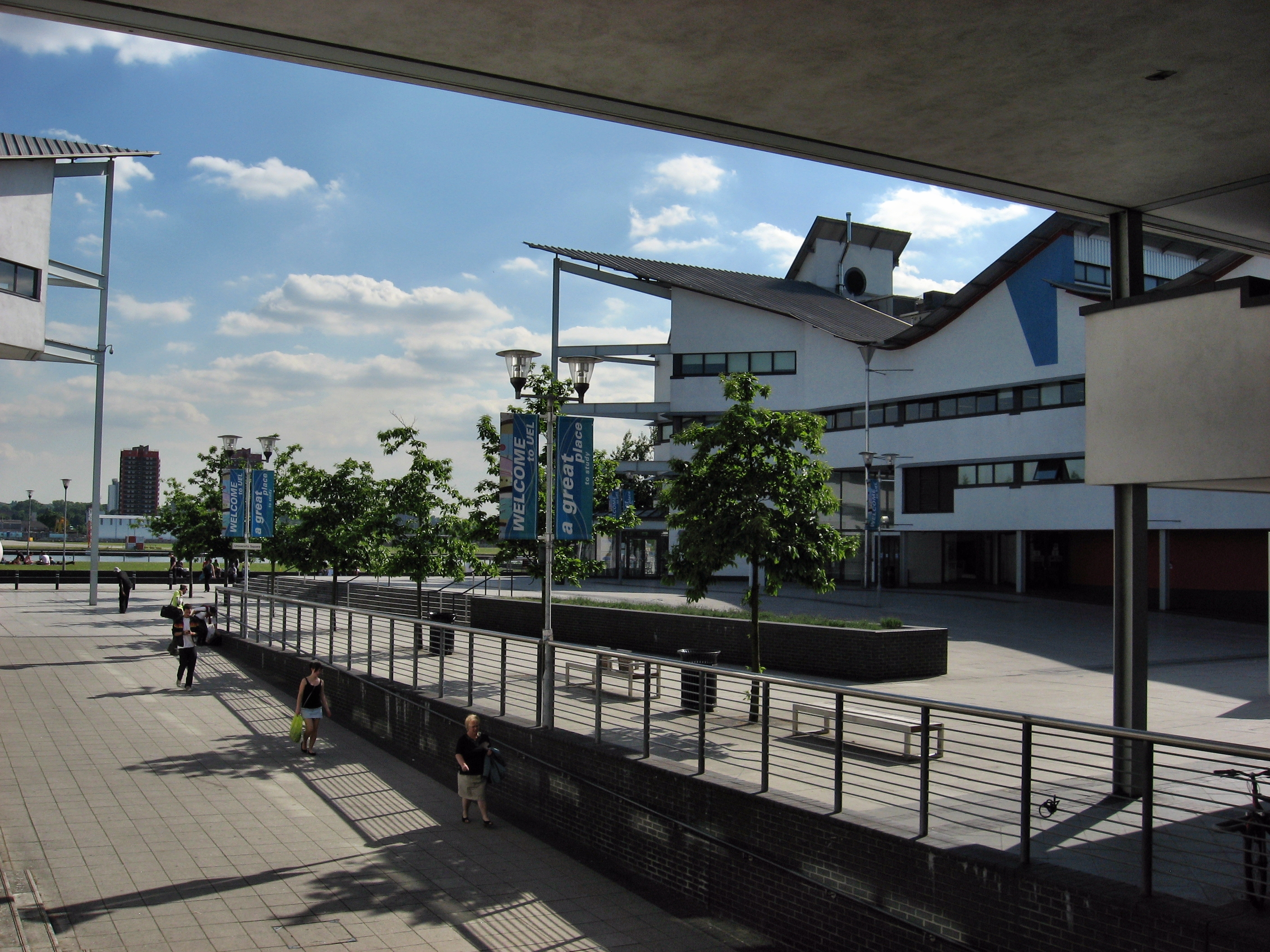
Piazza dell'Università, Docklands Campus

Il campus delle Docklands, aperto nel 1999, è il più grande dei tre campus, si trova nella zona delle Docklands in una zona riqualificata nella zona est di Londra, presso il Royal Albert Dock, chiuso alle spedizioni commerciali dagli anni '80 e ora ampiamente utilizzato come centro per sport acquatici e corso di canottaggio, ad esempio per il London Regatta Centre .
L'aeroporto di Londra-City si trova di fronte al molo del campus dal quale è diviso da un ramo del fiume Tamigi. La stazione di Cyprus della Docklands Light Railway è adiacente al campus e offre collegamenti con Canary Wharf e il centro di Londra.
Nel 2001 il campus è stato selezionato come edificio dell'anno (Building of the Year) dalla Royal Institution of Chartered Surveyors.
Il nuovo alloggio per studenti è stato aperto nel 2008 e il campus ha ora 1.200 stanze per studenti, insieme a negozi, caffetterie e un ristorante, lavanderie e una sala fitness all'aperto. SportsDock, un centro sportivo e accademico da 21 milioni £, è stato aperto nel marzo 2012. SportsDock è stato il centro di allenamento ad alte prestazioni per il Team USA durante le Olimpiadi di Londra 2012. La biblioteca del campus è ospitata nell'edificio della Royal Docks Business School.

### University Square Stratford
Un terzo campus, University Square Stratford (USS - da non confondere con University Square al Docklands Campus), è stato aperto per l'anno accademico 2013-2014. Comproprietario con Birkbeck, Università di Londra, è situato a Stratford e offre studi part-time e full-time per adulti. Il progetto è stata la prima volta che due istituti di istruzione superiore hanno creato un nuovo edificio condiviso. L'edificio offre spazi di insegnamento condivisi sia per gli istituti di istruzione superiore che per i loro partner. Ospita la Scuola di Diritto e Scienze Sociali (School of Law and Social Sciences) e l'Istituto di arti dello spettacolo di UEL. I servizi includono studi di performance, suite di editing, una sala per la pulizia e sale per conferenze.
L'edificio è stato nominato per la Coppa Carbuncle 2014.

## Organizzazione

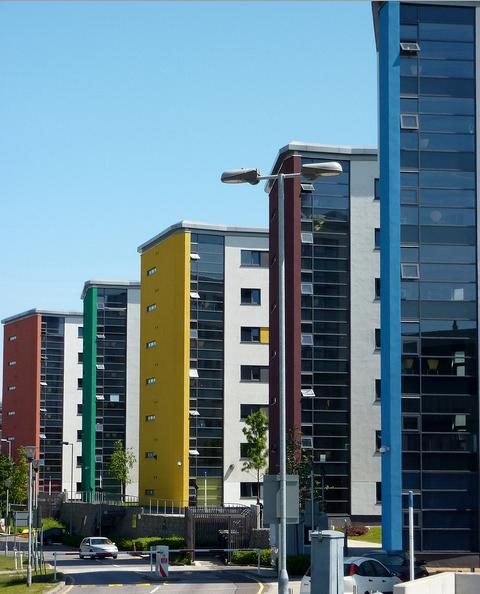
Alloggi per studenti Docklands Campus

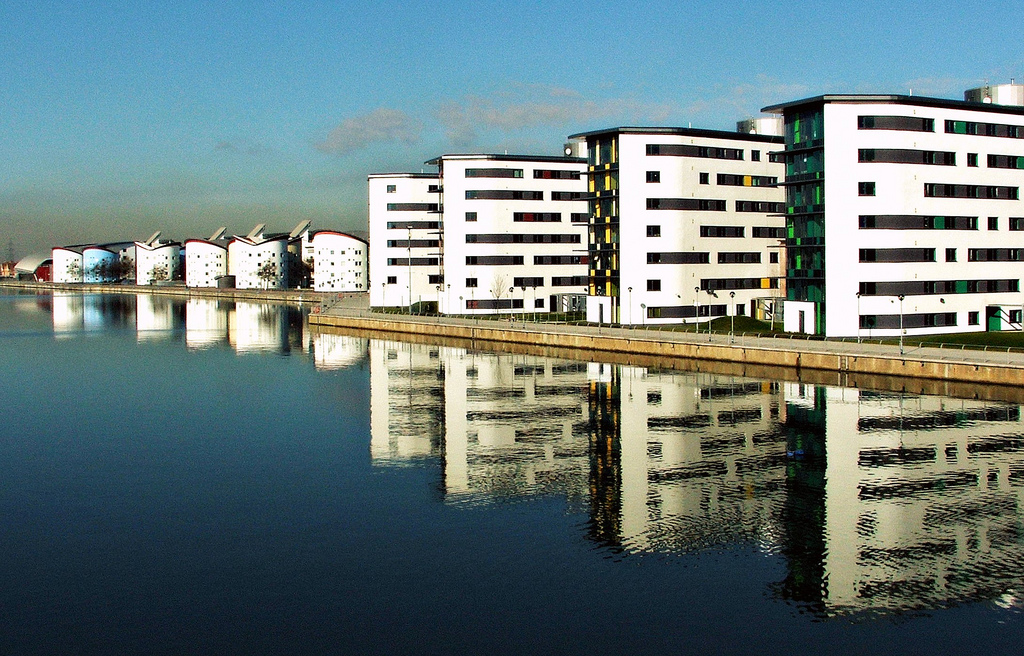
Docklands Campus

L'accesso all'università prevede il processo di Clearing, è una possibilità per gli studenti di ottenere un posto in un corso di laurea presso l'università anche in caso di insuccesso nella domanda originale.
I corsi di laurea e altri corsi sono tenuti da una delle sette scuole di insegnamento. Inoltre, la Graduate School fornisce supporto e servizi amministrativi per gli studenti di ricerca post laurea. 

### Royal Docks School of Business and Law
La School of Business and Law (RDBSL) è una scuola combinata che offre corsi di laurea, post laurea e dottorato di ricerca, oltre a una formazione dirigenziale non laureata per privati e aziende. La sede principale della scuola è allo Stratford Campus ma offre anche programmi al Docklands Campus. I suoi programmi sono riconosciuti da organismi professionali tra cui l'Associazione dei dottori commercialisti certificati (ACCA), il Chartered Management Institute (CMI) e il Chartered Institute of Personnel and Development, (CIPD).
La scuola offre anche una gamma di supporto aziendale, servizi di sviluppo aziendale e strutture per conferenze. Knowledge Dock aiuta gli studenti ad avviare le proprie aziende fornendo aiuto e incubatori per l'avvio di imprese. Knowledge Dock è accreditato dalla European Business Network come Business Innovation Center (BIC) ed è l'unico BIC a Londra e uno dei soli 12 nel Regno Unito.

### Scuola di scienze sociali
La School of Social Sciences offre corsi universitari e post laurea in discipline tra cui sviluppo internazionale, politica e ONG, sociologia, studi psicosociali, impresa sociale e studi sull'innovazione.

### Scuola di architettura, informatica e ingegneria
La School of Architecture, Computing and Engineering è stata fondata nel 2011. Fornisce programmi universitari in architettura, informatica, ingegneria civile, ingegneria elettrica ed elettronica, matematica e progettazione del prodotto.

### Scuola Cass di educazione e comunità
La Cass School of Education and Communities offre insegnamento e supporta la ricerca in materia di istruzione comparata, prima infanzia, diversità e lingua, multilinguismo, istruzione professionale, razza e comunità, lavoro sociale, formazione degli insegnanti e apprendimento avanzato dalla tecnologia.

### Scuola di salute, sport e bioscienza
La School of Health, Sport and Bioscience supporta la ricerca e offre insegnamento in infermieristica, studi sulla salute, fisioterapia, microbiologia, scienze biomediche, fisiologia, farmacologia, biochimica, scienze forensi, scienze dello sport, conservazione ed ecologia.

### Scuola di psicologia
La School of Psychology offre programmi come Psicologia BSc (Hons), accreditato dalla British Psychological Society, e una qualifica in formazione di consulenza, Counselling e Mentoring BSc (Hons).

### Scuola d'arte e industire digitali

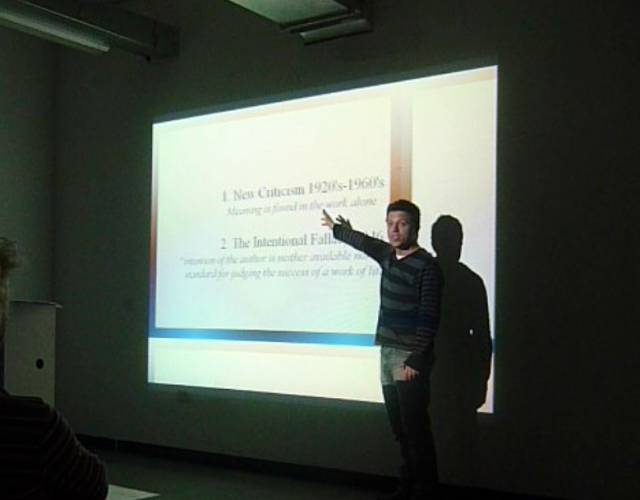
Conferenza sull'intentismo all'UEL

La School of Arts and Digital Industries offre corsi di moda, cinema, design, arte e media, arti e comunicazioni digitali, progettazione e animazione di giochi, musica, teatro e danza, scrittura creativa, studi culturali e del patrimonio, giornalismo, pubblicità e arti dello spettacolo.

### Scuola di Specializzazione
La Graduate School fornisce supporto agli studenti di ricerca post laurea, alla ricerca e alle attività accademiche.

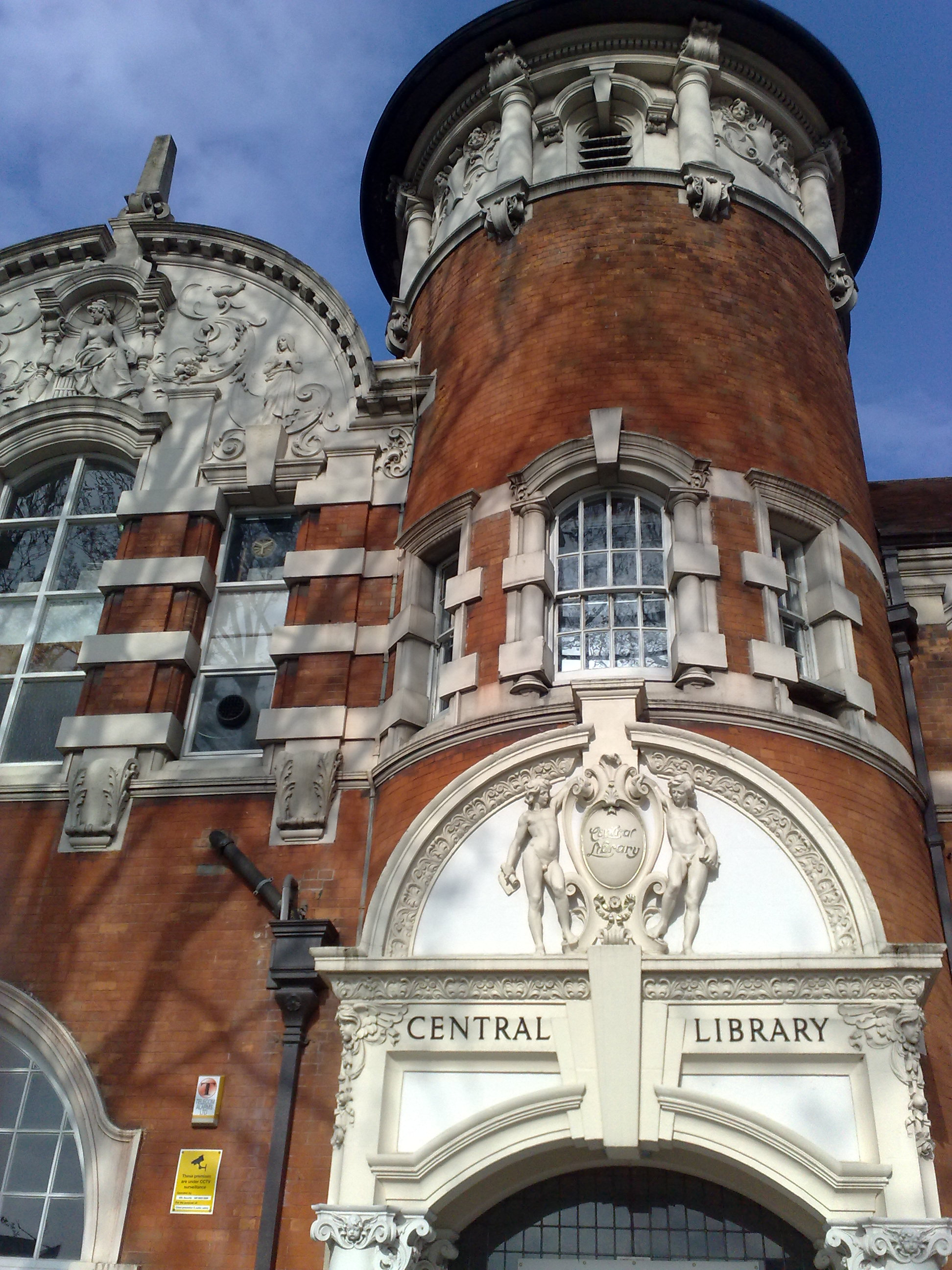
Biblioteca di Stratford

## Alunni illustri
UEL e le sue precedenti istituzioni hanno un numero notevole di personale accademico e ex studenti, tra cui politici, uomini d'affari, autori, attori, musicisti e sportivi. Tra questi figura anche Roger Taylor, batterista della band britannica Queen.